# Lycastris
Lycastris là một chi ruồi trong họ Syrphidae.